# Cerotelion flavicornis
Cerotelion flavicornis är en tvåvingeart som beskrevs av Freeman 1951. Cerotelion flavicornis ingår i släktet Cerotelion och familjen platthornsmyggor. Inga underarter finns listade i Catalogue of Life.